# Zjednoczona Partia Narodowo-Postępowa
Zjednoczona Partia Narodowo-Postępowa (bułg. Обединена народнопрогресивна партия, ZPNP) – bułgarska partia polityczna powstała 6 listopada 1920 przez połączenie Partii Narodowej z Partią Postępowo-Liberalną. W czerwcu 1922 ZPNP utworzyła wraz z Partią Demokratyczną i Partią Radykalno-Demokratyczną koalicję Blok Konstytucyjny, a w sierpniu 1923 została włączona w skład Porozumienia Demokratycznego, które istniało do 1934.  

## Historia Zjednoczonej Partii Narodowo-Postępowej
6 listopada 1920, podczas specjalnie zwołanego kongresu, delegaci Partii Narodowej i Partii Postępowo-Liberalnej zdecydowali o połączeniu obu formacji i utworzeniu Zjednoczonej Partii Narodowo-Postępowej. Zjednoczeniu ugrupowań sprzyjały fakty reprezentowania przez nie w przeszłości orientacji prorosyjskiej oraz współpracy w kilku rządach koalicyjnych (1911–1913, 1919–1920).
Na czele ZPNP stanęli byli premierzy Carstwa Bułgarii Stojan Danew i Teodor Teodorow, których niedługo potem zastąpił Atanas Burow. Z inicjatywy Burowa ZPNP nawiązała w 1921 współpracę z opozycyjnymi wobec rządu Stambolijskiego Partią Demokratyczną i Partią Radykalno-Demokratyczną.
Efektem zbliżenia tych trzech formacji było zawiązanie przez nie 6 czerwca 1922 koalicji o nazwie Blok Konstytucyjny. Działacze koalicji dążyli do umocnienia sił politycznych reprezentujących interesy burżuazji i odsunięcia Bułgarskiego Ludowego Związku Chłopskiego od sprawowania władzy. Po aresztowaniu liderów Bloku przez siły rządowe (17 września 1922 w Wielkim Tyrnowie), wielu z nich, w tym Burow, wyemigrowało. 
Wkrótce po zamachu stanu z 9 czerwca 1923, w wyniku którego upadł gabinet Stambolijskiego, premier Aleksandyr Cankow zaproponował działaczom Bloku budowę prorządowej koalicji. Oferta Cankowa została przyjęta. 19 czerwca Blok Konstytucyjny dokonał samorozwiązania, po czym tworzące go partie 10 sierpnia 1923 zjednoczyły się z Porozumieniem Narodowym tworząc Porozumienie Demokratyczne. To ostatnie ugrupowanie sprawowało rządy w kraju nieprzerwanie do 1931. Politycy wywodzący się z ZPNP odgrywali w nim znaczącą rolę, zajmując m.in. różne stanowiska ministerialne. W połowie 1934, po wojskowym zamachu stanu z 19 maja, rząd Georgijewa zdelegalizował wszystkie partie w Carstwie Bułgarii i Porozumienie Demokratyczne przestało istnieć.